# Nuno Teixeira (político)
Nuno Teixeira (Funchal, 13 de janeiro de 1973) é um advogado e político português. Foi eurodeputado entre 2009 e 2014 pelo Partido Social Democrata.

## Biografia
Licenciou-se em direito pela Faculdade de Direito de Coimbra em 1996. Entre outubro de 2000 e julho de 2009, foi adjunto do gabinete do vice-presidente do Governo Regional da Madeira. Foi membro do Comité de Coordenação da Conferência das Regiões Europeias com Poderes Legislativos (REGLEG) e representou o presidente do Governo Regional no Congresso dos Poderes Locais e Regionais do Conselho da Europa. Foi eleito deputado ao Parlamento Europeu nas eleições de 2009, completando um mandato.